# Championnat de Géorgie de football 2013-2014
Navigation
Saison précédente Saison suivante
La saison 2013-2014 du Championnat de Géorgie de football est la 25e édition de la première division géorgienne. Le championnat, appelé Umaglesi Liga, regroupe les douze meilleurs clubs géorgiens au sein d'une poule unique, où les équipes se rencontrent deux fois dans la saison, à domicile et à l'extérieur. À la fin de la première phase, les six premiers jouent la poule pour le titre et les six derniers disputent la poule de relégation. Pour permettre le passage du championnat à seize équipes la saison suivante, il n'y a finalement pas de relégation et les quatre meilleurs clubs de deuxième division sont promus.
C'est le tenant du titre, le Dinamo Tbilissi, qui remporte à nouveau la compétition cette saison, après avoir terminé en tête de la poule pour le titre, avec six points d'avance sur le FC Zestafoni et treize sur Sioni Bolnissi. Il s'agit du quinzième titre de champion de Géorgie de l'histoire du club, qui réussit le doublé en battant Chikhura Sachkhere en finale de la Coupe de Géorgie.

## Les clubs participants
| - Chikhura Sachkhere - Spartak Tskhinvali - Promu de Pirveli Liga - FC Baia Zugdidi - FC Dila Gori - FC Dinamo Tbilissi - FC Merani Martvili | - FC Zestafoni - FC Guria Lanchkhuti - Promu de Pirveli Liga - Metalurg Rustavi - Sioni Bolnissi - Torpedo Koutaïssi - WIT Georgia Tbilissi |

## Compétition
Le barème de points servant à établir les différents classements se décompose ainsi :
- Victoire : 3 points
- Match nul : 1 point
- Défaite : 0 point

### Première phase

#### Classement
| Rang | Équipe               | Pts | J  | G  | N | P  | Bp | Bc | Diff |
| ---- | -------------------- | --- | -- | -- | - | -- | -- | -- | ---- |
| 1    | Dinamo TbilissiT     | 48  | 22 | 15 | 3 | 4  | 51 | 17 | +34  |
| 2    | FC Zestafoni         | 40  | 22 | 12 | 4 | 6  | 30 | 15 | +15  |
| 3    | Chikhura Sachkhere   | 38  | 22 | 11 | 5 | 6  | 40 | 33 | +7   |
| 4    | Sioni Bolnissi       | 33  | 22 | 9  | 6 | 7  | 27 | 23 | +4   |
| 5    | Metalurgi Rustavi    | 33  | 22 | 9  | 6 | 7  | 26 | 25 | +1   |
| 6    | FC Guria LanchkhutiP | 33  | 22 | 11 | 0 | 11 | 25 | 29 | -4   |
| 7    | FC Dila Gori         | 32  | 22 | 8  | 8 | 6  | 28 | 22 | +6   |
| 8    | WIT Georgia Tbilissi | 29  | 22 | 8  | 5 | 9  | 28 | 29 | -1   |
| 9    | Torpedo Koutaïssi    | 29  | 22 | 8  | 5 | 9  | 24 | 30 | -6   |
| 10   | Spartak TskhinvaliP  | 20  | 22 | 6  | 2 | 14 | 19 | 32 | -13  |
| 11   | FC Merani Martvili   | 20  | 22 | 5  | 5 | 12 | 12 | 30 | -18  |
| 12   | FC Baia Zugdidi      | 15  | 22 | 4  | 3 | 15 | 16 | 41 | -25  |

|  | Qualification pour la poule pour le titre        |
|  | Participation à la poule de promotion-relégation |
|  | T : Tenant du titre P : Promu de Pirveli Liga    |

#### Poule pour le titre
Les clubs conservent les points et résultats acquis contre les autres équipes de la poule lors de la première phase.
| Rang | Équipe               | Pts | J  | G  | N | P  | Bp | Bc | Diff |
| ---- | -------------------- | --- | -- | -- | - | -- | -- | -- | ---- |
| 1    | Dinamo Tbilissi'T'C  | 68  | 32 | 21 | 5 | 6  | 67 | 23 | +44  |
| 2    | FC Zestafoni         | 62  | 32 | 19 | 5 | 8  | 48 | 23 | +25  |
| 3    | Sioni Bolnissi       | 55  | 32 | 16 | 7 | 9  | 41 | 33 | +8   |
| 4    | Chikhura Sachkhere   | 46  | 32 | 13 | 7 | 12 | 56 | 50 | +6   |
| 5    | Metalurgi Rustavi    | 45  | 32 | 13 | 6 | 13 | 35 | 40 | -5   |
| 6    | FC Guria LanchkhutiP | 36  | 32 | 12 | 0 | 20 | 31 | 53 | -22  |

|  | Qualification pour la Ligue des champions 2014-2015                                |
|  | Qualification pour le 2e tour préliminaire de la Ligue Europa 2014-2015            |
|  | Qualification pour le 1er tour préliminaire de la Ligue Europa 2014-2015           |
|  | T : Tenant du titre C : Vainqueur de la Coupe de Géorgie P : Promu de Pirveli Liga |

#### Poule de promotion-relégation
Les six derniers de première phase se rencontrent à nouveau deux fois, en matchs aller et retour. Les deux moins bonnes formations sont reléguées en deuxième division.
| \| Rang \| Équipe \| Pts \| J \| G \| N \| P \| Bp \| Bc \| Diff \| \| ---- \| -------------------- \| --- \| -- \| -- \| - \| -- \| -- \| -- \| ---- \| \| 1 \| Torpedo Koutaïssi \| 48 \| 32 \| 14 \| 6 \| 12 \| 43 \| 44 \| -1 \| \| 2 \| WIT Georgia Tbilissi \| 45 \| 32 \| 13 \| 6 \| 13 \| 41 \| 45 \| -4 \| \| 3 \| FC Dila Gori \| 41 \| 32 \| 11 \| 8 \| 13 \| 44 \| 36 \| +8 \| \| 4 \| Spartak TskhinvaliP \| 40 \| 32 \| 12 \| 4 \| 16 \| 33 \| 38 \| -5 \| \| 5 \| FC Baia Zugdidi \| 36 \| 32 \| 10 \| 6 \| 16 \| 26 \| 42 \| -16 \| \| 6 \| FC Merani Martvili \| 22 \| 32 \| 6 \| 4 \| 22 \| 21 \| 60 \| -39 \| |                      |     |    |    |   |    |    |    |      |
| Rang | Équipe               | Pts | J  | G  | N | P  | Bp | Bc | Diff |
| 1 | Torpedo Koutaïssi    | 48  | 32 | 14 | 6 | 12 | 43 | 44 | -1   |
| 2 | WIT Georgia Tbilissi | 45  | 32 | 13 | 6 | 13 | 41 | 45 | -4   |
| 3 | FC Dila Gori         | 41  | 32 | 11 | 8 | 13 | 44 | 36 | +8   |
| 4 | Spartak TskhinvaliP  | 40  | 32 | 12 | 4 | 16 | 33 | 38 | -5   |
| 5 | FC Baia Zugdidi      | 36  | 32 | 10 | 6 | 16 | 26 | 42 | -16  |
| 6 | FC Merani Martvili   | 22  | 32 | 6  | 4 | 22 | 21 | 60 | -39  |

## Bilan de la saison
| Championnat de Géorgie de football 2013-2014 |                                             |
| Champion                                     | Dinamo Tbilissi (15e titre)                 |
| Coupes et trophées                           |                                             |
| Vainqueur de la Coupe de Géorgie 2013-2014   | Dinamo Tbilissi                             |
| Qualifications continentales                 |                                             |
| Ligue des champions de l'UEFA 2014-2015      | Dinamo Tbilissi                             |
| Ligue Europa 2014-2015                       | Chikhura Sachkhere                          |
| Ligue Europa 2014-2015                       | FC Zestafoni                                |
| Ligue Europa 2014-2015                       | Sioni Bolnissi                              |
| Promotions et relégations                    |                                             |
| Promus en Umaglesi Liga                      | FC Shukura Kobuleti                         |
| Promus en Umaglesi Liga                      | Kolkheti 1913 Poti                          |
| Promus en Umaglesi Liga                      | FC Samtredia                                |
| Promus en Umaglesi Liga                      | Dinamo Batoum                               |
| Relégués en Pirveli Liga                     | Aucun (passage du championnat à 16 équipes) |